# Russell Ohl
Russell Shoemaker Ohl (gener de 1898 - març de 1987) va ser un enginyer estatunidenc que va ser el primer a patentar una cèl·lula solar moderna (US Patent 2402662, "Light sensitive device").
Ohl va ser un notable investigador en semiconductors abans que s'inventé els transistors. Se'l coneixia com a R.S. Ohl.
Russell Ohl es va especialitzar en el comportament de certs tipus de cristalls. Treballà en la recerca de materials a les instal·lacions de Bell Labs d'AT&T fent recerca en detectors de diodes, per exemple pels radars militars.
Ohl, l'any 1939, descobrí la barrera PN (o “P–N junction”). Va descobrir que les impureses delscristalls fan algunes seccions més resistents a l'electricitat que d'altres, i aquesta barrera entre aquestes zones de diferent puresa fan que el cristall funcioni. Ohl més tard trobà que el germani superpurificat era la clau per fer diodes amb semiconductors. Tots els diodes (incloent els LEDs, diodes làser, etc.) són descendents del treball d'Ohl. El seu treball amb diodes el va portar és tard a desenvolupar la primera cèl·lula solar de silici.